# НВФ «ТАХО»
Науково-виробнича фірма «ТАХО» була створена у 1993 році. НВФ «ТАХО» — провідний вітчизняний виробник мисливських та спортивних боєприпасів, лідер за кількістю вироблених патронів до гладкоствольної зброї.
Фірма зарекомендувала себе на олімпійських іграх в Сіднеї, які відбулися 2000 року, коли українець Микола Мільчев виграв золоту медаль на змаганнях зі стендової стрільби, стріляючи патронами «Олімп», виробництва НВФ «ТАХО».
Починаючи з 2010 року НВФ «ТАХО» є Генеральним спонсором Національної збірної зі стендової стрільби та активно сприяє розвитку практичної стрільби з рушниці. Підприємство продовжує багаторічну та плідну співпрацю з найкращими стрільцями України, а також підтримує нове покоління майбутніх чемпіонів.

## Основна діяльність
Науково-виробнича фірма «ТАХО» спеціалізується на випуску понад 300-т видів боєприпасів різних калібрів для мисливської та спортивної гладкоствольної зброї. З 2016 року фірма ТАХО починає випуск нарізних мисливських патронів у 4-х калібрах. Підприємство приділяє серйозну увагу виробництву якісних боєприпасів на рівні світових стандартів. Для цього мається найсучасніше технологічне та випробувальне обладнання, а також діюча система якості продукції. Мисливські та спортивні патрони фірми виробляється на автоматичних лініях виробництва Італії та Франції. Не всі комплектуючі боєприпасів, виготовлені на підприємстві, вітчизняного виробництва – фірма активно співпрацює з іноземними партнерами з Франції, Іспанії, Італії, Польщі та США. Вся продукція НВФ «ТАХО» сертифікована в системі УкрСЕПРО та має міжнародні сертифікати відповідності CIP. Продукція фірми з успіхом експонується на міжнародних збройових виставках в Україні, Білорусі, Німеччині та інших країнах.

## Історія підприємства
- 1993 рік — заснування Науково-виробничої фірми «ТАХО»

- 1995 рік — НВФ «ТАХО» першою в Україні представила свою продукцію на міжнародній виставці у Нюрнберзі, Німеччина

- 1998 рік — внутрішні стандарти виробництва боєприпасів стали офіційними національними технічними стандартами України. Дані стандарти є діючими до сьогодення.

- 2014 рік — продукція фірми «ТАХО» була сертифікована Постійною Міжнародною Комісією з випробування ручної вогнепальної зброї — CIP.

- 2015 рік — фірма «ТАХО» приєдналась до асоціації AFEMS[en]

- 2015 рік — розпочато виробництво нарізних мисливських патронів;

- 2016 рік — відбулася сертифікація лабораторії «ТАХО», яка стала офіційною тестовою лабораторією CIP в Україні

## Боєприпаси, що виготовляються на фірмі
- 250 видів дробових патронів калібрів 12/70, 12/76, 12/89, 16х70, 20х70, 20/76, 24х65, 28х70, 32х65 та 410.

- 40 видів картечних патронів у калібрах 12/70, 12/76, 16х70, 20х70, 20/76, 24х65, 28х70, 32х65 та 410

- 35 кульових патронів 12/70, 12/76, 16х70, 20х70, 20/76, 24х65, 32х65 та 410

- 8 видів нарізних патронів у 4 калібрах: .300 Win Mag, .308 Win, .30-96 Sprg, .223 Rem

## Цікаві факти
До кульових патронів (+*/98+7) «ТАХО» проявили інтерес, навіть, спецслужби США, Німеччини, та Ізраїлю.